# General Motors
General Motors este al doilea producător mondial de autovehicule în anul 2007, după Toyota, deși fusese cel mai mare constructor de mașini pentru mai mult de jumătate de secol. La 1 iunie 2009, după multe încercări de recuperare economică și financiară, compania și-a declarat falimentul conform procedurilor legale din S.U.A.
În anul 2010, compania era tot pe locul doi mondial, cu 8,39 milioane de vehicule vândute, după Toyota (cu 8,41 milioane) și înaintea Volkswagen (cu 7,14 milioane).

## Branduri
- Buick
- Cadillac
- Chevrolet
- GMC